# Краснокордонський сільський округ
Краснокордо́нський сільський округ (каз. Красный Кордон ауылдық округі, рос. Краснокордонский сельский округ) — адміністративна одиниця у складі Алтинсаринського району Костанайської області Казахстану. Адміністративний центр та єдиний населений пункт — село Красний Кордон.
Населення — 848 осіб (2021; 976 у 2009, 1049 у 1999, 972 у 1989).
Станом на 1989 рік селище Красний Кордон перебувало у складі Радгоспної сільської ради, станом на 1999 рік — у складі Щербаковського сільського округу.